# Paracalliopiella tzvetkovae
Paracalliopiella tzvetkovae is een vlokreeftensoort uit de familie van de Calliopiidae. De wetenschappelijke naam van de soort is voor het eerst geldig gepubliceerd in 1997 door Bousfield & Hendrycks.